# Larramie Shaw
Larramie Cortez "Doc" Shaw (Atlanta, Georgia, 24 de abril de 1992) é um ator, cantor e rapper norte-americano. É mais conhecido por interpretar Malik Payne em Tyler Perry's House of Payne. Começou sua carreira no filme Nobody Loves Me,Atualmente trabalha no elenco de Par de Reis.E também participou do elenco ''Zack e Cody Gêmeos a Bordo''

## Filmografia
| Televisão | Televisão                    | Televisão                     | Televisão    |
| Ano       | Série                        | Personagens                   | Notas        |
| --------- | ---------------------------- | ----------------------------- | ------------ |
| 2006-2009 | Tyler Perry's House of Payne | Malik Payne                   |              |
| 2009-2010 | The Suite Life on Deck       | Marcus Little (Little Little) | 23 episódios |
| 2010-2013 | Par de Reis                  | Boomer Duke                   | 69 episódios |